# Decimus Velius Fidus

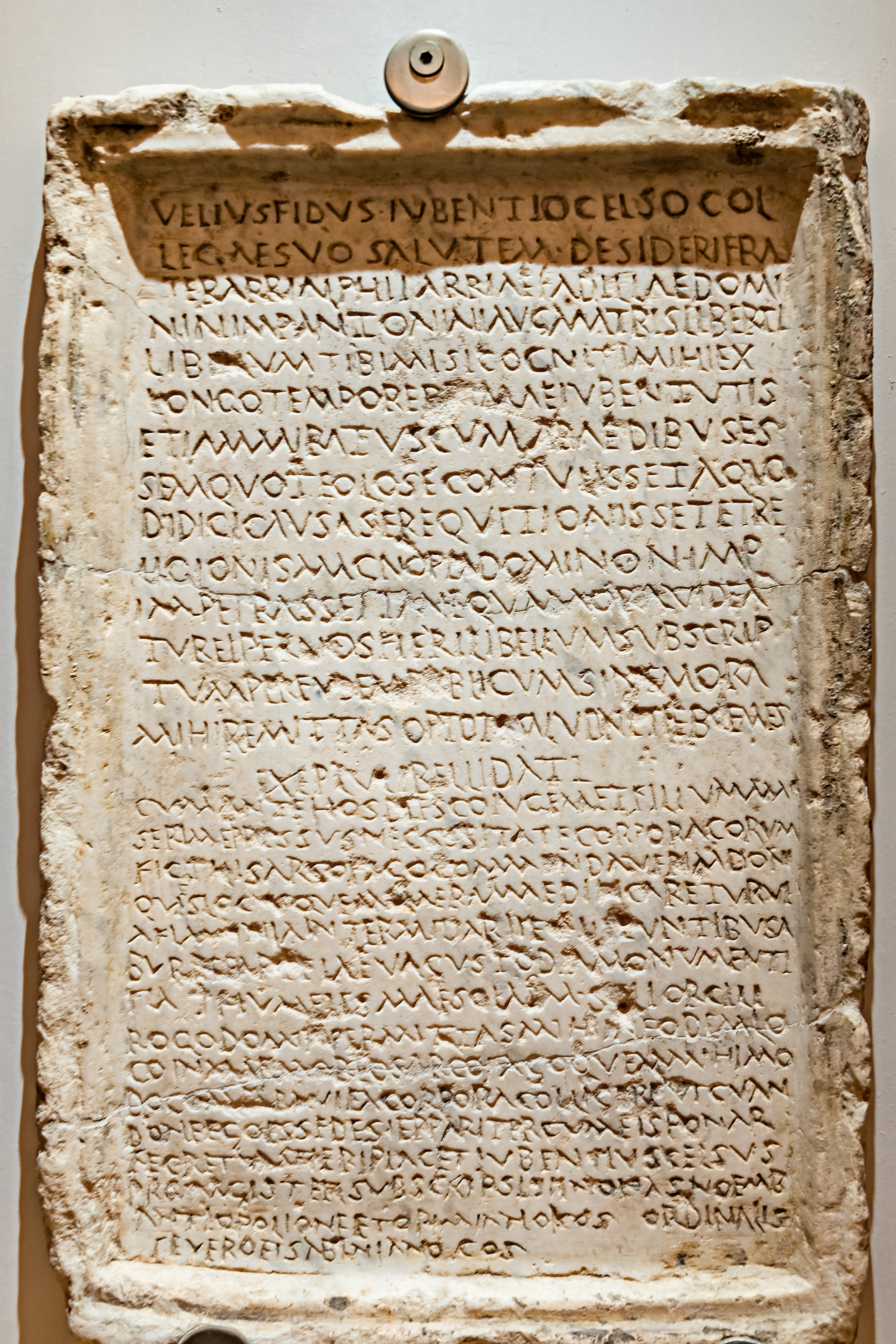
Eine Abschrift der Petition (libellus) des kaiserlichen Freigelassenen Arrius Alphius aus dem Jahr 155, die er dem ihm bekannten Pontifex Velius Fidus anvertraute

Decimus Velius Fidus war ein im 2. Jahrhundert n. Chr. lebender Angehöriger des römischen Senatorenstandes.
Durch ein Militärdiplom, das auf den 22. Dezember 144 datiert ist, ist belegt, dass Fidus 144 zusammen mit Marcus Calpurnius Longus Suffektkonsul war. Die beiden werden als Konsuln auch noch in einer Inschrift aufgeführt.
Durch den Papyrus PSI IX 1026, der auf den 22. Januar 150 datiert ist, ist nachgewiesen, dass Fidus 150 Statthalter (Legatus Augusti pro praetore) der Provinz Syria Palaestina war; als Statthalter ist er darüber hinaus ist noch in einer weiteren Inschrift aufgeführt, die in Heliopolis gefunden wurde.
Durch eine dritte Inschrift ist belegt, dass ein Velius Fidus 155 Pontifex war; dieser Pontifex wird mit dem Konsul identifiziert.